# Costoanachis floridana
Costoanachis floridana är en snäckart som först beskrevs av Alfred Rehder 1939.  Costoanachis floridana ingår i släktet Costoanachis och familjen Columbellidae. Inga underarter finns listade i Catalogue of Life.